# گوک‌خان کسر
گوک‌خان کسر (انگلیسی: Gökhan Keser؛ زادهٔ ۹ سپتامبر ۱۹۸۷) بازیگر، خواننده، موسیقی‌دان، مدل، و بازیگر تلویزیون اهل ترکیه است. وی از سال ۲۰۰۴ میلادی تاکنون مشغول فعالیت بوده‌است.